# 投票制度
投票制度（Electoral system），指根據投票人的選擇以選出結果的方法。從最基本看，所謂選舉制度，就是把選舉中選民所投之選票轉換成政黨和候選人贏得之議席:7。最常見的投票莫過於選出公職的選舉。其中之關鍵變量包括：選舉公式（使用何種計算公式分配議席）、選舉結構（選民是投票給候選人還是政黨，是做出一個選擇還是表達一系列偏好）以及選區規模（每個選區產生多少名代表進入立法機關）:7。投票其他用途包括授獎、選出行動計畫、或由電腦程式決定複雜問題的解決方案。與投票相對的是共识决策法。與選舉相關之行政事務（比如票站分佈、候選人提名、選民登記、選舉組織者等等）都非常重要，如不對它們保持相當關注，都會削弱任何選舉制度之優點:7。
投票制度規定了選民表達意見的方式和把這些民意轉化成結果的方法。選舉制度設計還會影響選舉法之其他領域：選擇何種選舉制度對選區劃分、選民登記、選票設計、計票方式以及選舉過程中之許多問題都會產生影響:7-8。研究投票制度的學問稱為「投票理論」，始於18世紀，對各種投票制度提出嚴謹定義和改良建議，屬於政治學、經濟學、和數學的子學科。政治制度會塑造民主實踐之遊戲規則，而認為選舉制度是所有政治制度中最早發揮作用之制度，無論好壞:8。
大部分投票制度以少數服從多數的理念為基礎，通常是某一方案若獲逾半數選民支持則會通過。在把選票轉化為立法機關議席之過程中，選擇何種選舉制度可以有效決定誰能當選以及哪個政黨能獲得權力:8。然而，當可供選擇的方案多於兩個，按照一般的投票制度可能沒有一個選項獲過半數支持；這時候，採用不同的投票制度便會產生不同的結果，足見投票制度對選舉結果的影響。國家政治架構之許多方面都在憲法中加以規定，很難修改，但要改變選舉制度，往往只需要新之一般立法就可以:8。
選舉制度是一國之政府架構和權力規則此有機整體之組成部分:10-11。

## 投票制度的觀點
特定之選舉制度在不同國家可能產生不同之制度效果:10。投票制度會詳細規定「選票」的形式，以及計算投票結果的算法。選舉制度之設計和效果與憲法內外存在之其他政治結構有緊密聯繫:10。投票結果可能是單一候選人獲勝，也可能是多人獲勝，如立法機構的選舉。成功之選舉制度設計取決於將政治制度之框架當作一個整體來看待：改變一部分框架，很可能導致要跟着調整框架內其他制度之運行:11。當選舉制度與一國訴求不一致時，其結果可能是災難；與之相反，一個運作伊始有些難以理解、且成本較高之選舉制度，長遠看可能更有利於保證國家穩定並能積極促進鞏固民主:20。
如今選舉制度都在一系列涉及政治議題之法律檔，如國際公約、條約之脈絡中設計:21。選舉的實際操作通常並不是投票制度關心的課題。另外，雖然沒有法律規定一種選舉制度必定優於另一種選舉制度，但也逐漸重視與選舉制度相關之重要議題，比如所有選民都得到平等代表、男女平等、少數群體之權利、對殘疾人之特殊政策等；一些國際法律檔，比如《國際人權宣言》、《公民權利和政治權利國際公約》以及由歐洲聯盟、歐洲安全及合作組織等區域組織制定之各種關於民主選舉之公約和承諾:21。投票制度不會指明選票是用紙張製成，或用打卡票，或是電子投票。投票制度也不會指明如何保護選民隱私、如何正確地計算選票、或誰擁有投票權。這些是屬於更廣泛的選舉或選舉制度的研究範圍。

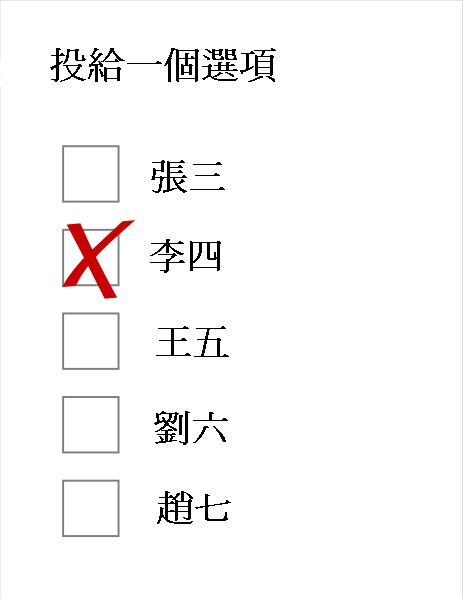
在簡單的多數制裡，投票者只能選擇一個項目。

### 選票
不同投票制度有不同形式的選票。例如，在次序投票制裡，如同排序複選制和波達計數法，選民根據支持程度將選項排序。而在計分投票制（Range voting）裡，選民則給每個選項評分。在多數制（也稱「最高票者當選制」）中，選民只能選擇一個項目；而在認可投票制裡，選民可以選擇任何候選項目；而在累积选举制裡，選民可以投給同一個候選人許多票。
就算每個選民都投相同之票，每個政黨得數也一樣，還是可能在一種選舉制度下出現聯合政府或少數黨政府，而在另一種選舉制度下則是單一政黨控制大多數議席:8。其他投票制度的選票還有其他安排，例如選民可以寫下候選人的姓名，或者選民可以否決所有選項（如果成立，則選舉就必須從提名階段重新開始）。

### 選票的份量
許多選舉有「一人一票」（one man one vote）概念，即每名選民的選票有相同價值。然而，例如在公司的選舉裡，選票的價值通常依據投票者所持有的公司股份計算，變成「一股份一選票」。
在部分選舉中，選票的價值因應投票者的地位而定。而在特殊情況下，例如投票平手時，其中一名投票者獲特權再投一票以決定勝負。擁有這種特權的投票者可能原先並沒有投票權，例如美国参议院中，副总统一般情況下沒有投票權，他只能在議會投票平手時，才可以投票，所以實際上他那一票的價值是較一般選票為少。
選票份量和選票動員力不同，各人不一定是各自獨立行事，他們往往會組織起來共同投票。動員力高的投票團體，其成員投票選擇近乎一致（例如议会裡的政党），足以改變選舉結果。議會中政黨會組成聯盟以提升影響力。

### 改變現狀
有些制度鼓勵甚至促成政黨形成；有些制度則只允許個人參選:8。不少投票制度的要求比過半數更為嚴格，例如要求絕對多數才能改變現狀，最極端的例子是要求全體一致通過的制度。如果投票旨在決定是否接受新成員加入，否決新成員加入的選票稱為「黑球反對票」（Blackball）。
另一種改變現狀的機制，則要求參與投票人數符合法定最低人數要求。通常法定人數指參與投票人數，而不是投票支持的人數，但這種制度往往促使反對者以拒絕投票的方法，阻止會議達到法定人數。政黨制度之類型，特別是立法機關中政黨之數量和規模，很大程度上也受到選舉制度影響，甚至政黨內部紀律和凝聚力也不能例外：有些制度促使政黨內部派系鬥爭，使不同派別之間常常出現不一致，有些制度則鼓勵政黨統一發聲，壓制異己:8。

### 選區
選舉通常為了選出多名立法機構成員。選舉可以不劃分選區，也可以由各自的選區選出代表。
以色列等國採用單一選區的制度來選出整個國會。而愛爾蘭、比利時等則將國家劃分為許多小型選區。美國、英國則採用單一獲勝者的制度。一些則採用單一選區兩票制，亦有將小型地區歸入大型選區的制度。
劃分選區和分配議席的方式可能會戲劇性地改變選舉結果。依據人口普查所得的人口數據，選區會依據改變了的比例來重新分配議席數目，而重新劃分選區則是重新調整選區界線。兩種過程都有可能改變選舉結果，因此都極具政治爭議。有時也可能被政治操作而導致選區劃分不公，稱為傑利蠑螈（Gerrymandering）。

## 單一獲勝者
單一獲勝者的制度可以由選票的形式分類。二元投票制度裡選民可以選擇是否投給一個候選人。在次序投票制裡選民依據其喜好排列候選人順序。在計分投票制裡，選民則替每個候選人打分數。

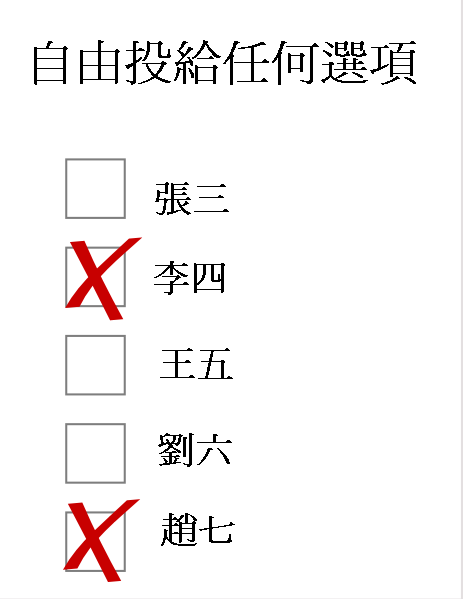
在認可投票制裡，投票者可以自由投給任何選項。

### 二元投票制
最普及的單一獲勝者制度顯然是多數制（也稱為「最高票者當選制」、「相對多數決」、或「獲勝者全得」）。每個選民投給一個選項，取得最多選票的選項獲勝，即使沒有取得半數亦然。
認可投票制是另一種二元投票制的方法，選民可以投給每一個候選人，取得最多認可的候選人當選。
決賽投票制則以多回合的多數決選舉來確保當選者是由多數選出。前兩名決賽的投票是第二常用的選舉方法，假如沒有過半數的獲勝者出現，便由得票數前兩名的候選人再次決賽。淘汰決賽選舉會逐一淘汰名次最後的候選人，直到出現過半數為止。而消耗性決賽選舉不會淘汰候選人，因此選舉將不斷重複直到出現過半數為止。
隨機投票則是讓每個投票者投給一個選項，並隨機抽選一張選票來決定獲勝者。這種方法大多是用於在其他方法產生平手結果時決賽之用。

### 排序投票制

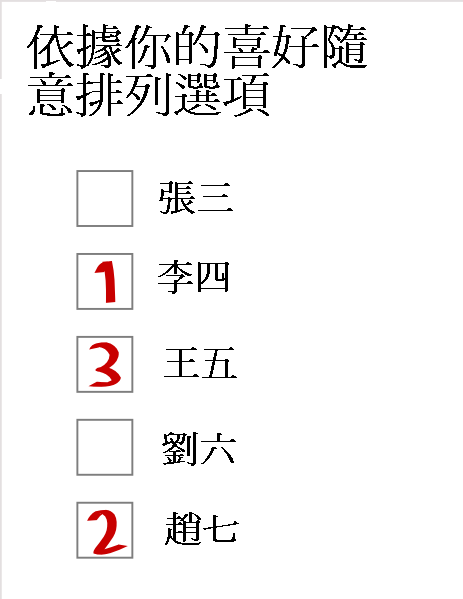
在典型的排序投票制裡，投票者依照喜好排列選項。

也稱優序投票制，這些方法讓選民自行依照喜好排序候選人。通常並不一定需要排序所有候選人：沒有排序的候選人通常計算為排序最低者。一些排序投票法也允許投票者將多重的候選人列為同一名次。
最常見的排序投票法是排序複選制（Instant-runoff voting，IRV），也稱「順位同票制」或「優序投票制」，投票者的排序扮演淘汰功能，而無須額外再投票淘汰。計算票數時淘汰最少被列為第一順位的選項。在接下來幾輪計票，那些第一順位已經被淘汰的選票所選擇的第二順位仍然有效。最少被選擇的選項在一輪接著一輪的計票中逐一淘汰，直到出現過半數的獲勝者為止，過程中所有選票在每一輪的計票中都會計算。
波打計數法（Borda Count）是較為簡單的排序投票法，每個選項藉由選票上的排序來取得積分，積分最高者獲勝。另一類似的方法是位置投票制。

### 孔多塞制
孔多塞制（Condorcet voting），或稱雙序制，是以孔多塞準則衍生的投票制度。這種方法將每個選項與所有其他的選項成對比較，一次一個，而擊敗所有其他選項的選項便是贏家。只要一個選項在大多數選票上的位置高於另一個選項，那麼它便擊敗了那個選項。
這些方法通常稱孔多塞制，因為孔多塞準則確保了它們在大多數選舉中都能獲得一樣的結果，也就是有孔多塞贏家。不同孔多塞制之間的差別在於出現沒有選項被擊敗時的情況，意味著產生了一個選項之間不斷擊敗對方的循環，稱為孔多塞悖論。為了解決孔多塞悖論的循環，當沒有孔多塞贏家出現而選擇特定孔多塞版本來決定贏家的狀況稱為孔多塞完結法。
另一個簡單的孔多塞制是最大最小（Minimax）制：如果沒有選項沒被擊敗，那麼被最少選票擊敗的選項獲勝。近年來還有由馬庫斯·舒爾茨（Markus Schulze）設計的舒爾茨制，以及尼科勞斯·泰德曼（Nicolaus Tideman）設計的排列成雙制（Ranked Pairs），兩種方法都以達成眾多投票制度評價標準為目標。

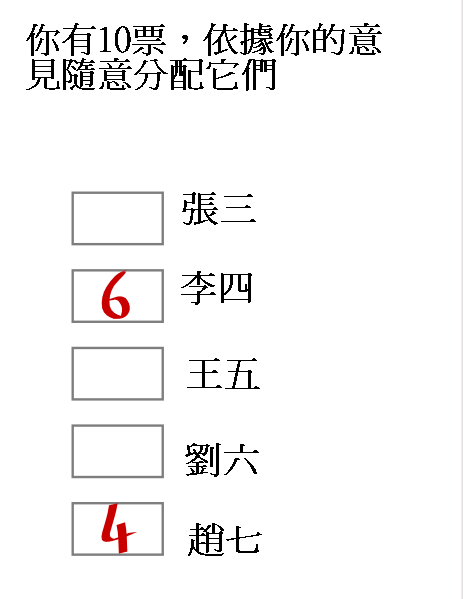
在累积选举制裡，投票者自行分配票數給候選人。

### 計分投票制
計分制甚至比排序制更為靈活，但設計用來使用它們的方法並不多。每個投票者給每個選項評分，評分可用數字（如0至100）或甲／乙／丙／丁等「等級」。
在計分投票制裡，投票者給予每個選項數字分數，總和分數最高的選項獲勝。認可投票制或與能投票有時會使用0或1來表示認可與否，因此也可視為計分制的一種形式。
有研究认为记分制不容易选出极端的领导人，从而尽可能避免社会动荡。
累积选举制則規定了一定的點數，由投票者自行配點。累積選舉制也常用於一些投票者權力不相等的投票中，例如依據股份採取「一張股票，一張選票」的公司投票。累積選舉制也用於選舉公司董事會成員等多重獲勝者的選舉。
計分投票制也可用於排序投票制，只要排序制裡允許選民排出同樣名次的選項。一些排序制假定選票上的名次都不相同，但一些投票者也可能會給兩個以上的候選項目相同的排名。

## 多重獲勝者制度
會出現多重獲勝者制度的選舉，例如立法機構議員的選舉，在實行上會與單一獲勝者的選舉不同。通常在多重獲勝者選舉中，參與者會較為關切己方在立法機構裡取得的整體議席數量，而不是特定的候選人是否當選。也因此，許多多重獲勝者選舉都採用「比例代表制」，表示如果某個政黨取得了X%的選票，那它們就能取得在立法機構裡X%的議席數。但並非所有多重獲勝者選舉都會採用比例代表制。

### 非比例代表制和半比例代表制
許多多重獲勝者選舉都只簡單地沿用單一獲勝者選舉的方法，而沒有依照明確的比率。在連記投票（Bloc voting）裡，每個選區分配N個應選議席，得票數最高的前N名當選。由於時常會有一些壓倒性的單一獲勝者出現，因此連記投票並非比例制的。另外兩種以多數決為基礎的類似方式是複數選區單記不可讓渡投票制和之前述及的累积选举制。與集團投票不同的是，在複數選區單記不可讓渡投票制或累積選舉制中，選民可能會採取配票或戰略提名的方式而達成比例的平衡。
雖然這兩種制度並沒有保證比例平衡，但選民投票行為可導致偏向比例的結果，也因此複數選區單記不可讓渡投票制和累積選舉制歸類為「半比例代表制」。其他可視為半比例制的方法還包括「混合制」—結合了普選與政黨提名名單的選舉，但得依其比例性而定，比例性高即使是混合制也會歸為比例代表制。

### 比例代表制

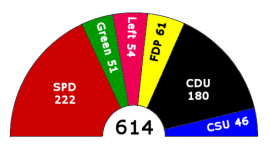
在2005年德国联邦选举各政黨贏得的議席，是採用聯立制的一例

真正的比例制則會以一些方式保證每個獲勝的候選人都代表著相同數量的選票。這數稱為配額。舉例而言，在一定的誤差範圍內，如果配額是1000張選票，那麼每個當選的候選人就代表著1000張選票的民意。
大多數的比例制都是採用政黨名單比例代表制，選民投給支持的政黨而非特定的候選人，依據政黨取得的選票配額數量分配議席。這些制度決定配額的方式也各有差異，相同的，在如何搭配選票數量和議席數量上的方式也有差異。而聯立制（Mixed Member Proportional，MMP）則以政黨名單搭配地區性選舉所選出的議席。
政黨名單可分為「開放名單」或「封閉名單」等，在開放名單制度，投票者能決定要投給政黨裡的哪個特定候選人。在封閉名單制度，議席則由政黨自行分派。
分配議席的方式可以分類為最高平均數法和最大餘額方法。最大餘額法以選票的數量設定特定的配額，而最高平均數法則直接除以選票的數量來決定配額。
與政黨名單制度相較，單記可讓渡投票制則是由選民依照喜好排列候選人的比例代表制。與政黨名單不同的是，單記可讓渡投票制並非取決於候選人的政黨，選票是經由和排序複選制類似的方法轉移，計票時會計算選票上所有排序。

## 選舉制度和衝突管理
不同選舉制度會惡化或緩解社會衝突：一方面，額外補償少數群體之代表權的制度和鼓勵強勢一黨政府之制度間有緊張關係；另一方面，如果認為某選舉制度不公，無法讓反對派感到他們有望在下一次選舉中勝出，輸家就會被迫尋求制度之外之途徑，包括使用那些充滿對抗之非民主手段:9。

## 心理與機制效應
選舉制度通常認為有機制效應（不同選舉制度下會出現不同類型之政黨制度：多數制常常趨向限制政黨數量；比例代表制則比較寛容，能發展出更多樣之政黨）和心理效應（加強機制效應）:9。

## 評價投票制度的標準
在現實世界，人們對於一個投票制度的態度往往取決於那個制度對他們支持或反對的政黨所產生的影響。這使得要客觀評估一個投票制度變的相當困難。為了能夠公正而不帶意識形態的比較投票制度，投票理論家使用投票制度標準，在數學上定義投票制度的理想屬性。因為不同之選擇將決定投票行為是簡單還是複雜，所以不可避免會影響對少數民族和弱勢群體:9。
一個投票制度是不可能達成所有標準的。經濟學家肯尼斯·约瑟夫·阿罗提出了阿羅不可能定理（Arrow's impossibility theorem），指出幾種投票制度各自的優點是互相矛盾的，也因此，選擇投票制度時必須衡量到哪種標準才適用於那次選舉。選舉制度不僅是組成政府之辦法，也是處理社會衝突之工具:15。
使用這些標準來衡量投票制度並不一定是完全客觀的。舉例而言，要設計一個和某種投票制度符合的標準並不困難，但這種帶有偏見的評量標準卻沒有考慮到其他方法的存在。沒有人能確定何種標準才是正確的，以下只是一些獲多數投票理論家認同的標準：
- 多數決標準 — 如果有個獲多數人支持的候選人存在，他是不是一定能獲勝？
- 單調性標準 — 轉移選票時，一個原本獲得更高順序的候選人是否會因此失敗，而一個原本順序較低的候選人是否會因此當選？（舉例而言，有三個候選人甲乙丙，甲獲得最多選民列為第一支持對象，乙次之，丙則獲得最少，因此淘汰丙。但緊接著轉移丙的選票，之中將乙列為第二支持對象的較多，進而逆轉原先第一支持對象的結果，使甲落選）
- 一致性標準 — 如果將全體選票切割為兩半各自計票，得出的結果是否與原先一致？
- 參與度標準 — 投票制度是否會導致故意不參與投票的現象出現？（舉例而言，在法定最低人數的限制下，投票者可能會採取拒絕投票的方式）
- 孔多塞標準（Condorcet criterion）— 如果一個候選人在成對比較裡擊敗了所有候選人，他是不是一定能獲勝呢？
- 孔多塞輸家標準 — 如果一個候選人在成對比較裡輸給了所有候選人，他是不是一定會輸掉呢？
- 獨立性標準 — 如果添加或移除失敗的候選人的選票，結果是否一定相同？
- 無複製標準 — 如果添加與候選人完全相同的複製人參與，結果是否會相同？
- 史密斯標準（Smith criterion）－史密斯集（Smith set）是最小的一组候选人按多数制选举在只有两名候选人的选举中击败所有不在集合的所有候选人的。史密斯集候选人总是获胜？

以下列表顯示了這些標準對一些單一獲勝者制度的評價，排列順序大致等同它們在現實世界的普及性。
|            | 多數決 | 單調性 | 一致性 | 參與度 | 孔多塞 | 孔多塞輸家 | 獨立性 | 無複製         |
| ---------- | ------ | ------ | ------ | ------ | ------ | ---------- | ------ | -------------- |
| 多數制     | 是     | 是     | 是     | 是     | 否     | 否         | 否     | 否（票源分割） |
| 複選制     | 是     | 否     | 否     | 否     | 否     | 是         | 否     | 否（票源分割） |
| 排序複選制 | 是     | 否     | 否     | 否     | 否     | 是         | 否     | 否（票源分割） |
| 認可制     | 否     | 是     | 是     | 是     | 否     | 否         | 是     | 不一定         |
| 計分投票制 | 否     | 是     | 是     | 是     | 否     | 否         | 是     | 不一定         |
| 波達計數法 | 否     | 是     | 是     | 是     | 否     | 是         | 否     | 否（戰略提名） |
| 最大最小   | 是     | 是     | 否     | 否     | 是     | 否         | 否     | 否（票源分割） |
| 舒爾茨制   | 是     | 是     | 否     | 否     | 是     | 是         | 否     | 是             |
| 排列成雙   | 是     | 是     | 否     | 否     | 是     | 是         | 否     | 是             |
| STAR 制    | 否     | 是     | 否     | 否     | 否     | 是         | 否     | 否（票源分割） |

以上標準外亦有些無法以數學衡量的投票制度標準，如制度的簡易性、計票速度、過程中被操弄或結果可能引發爭議、造成戰術投票和戰略提名現象，以及在多重獲勝者制度中平均分配比例，這些也都相當重要。適當之選舉制度設計有助選民可以通過改換組成聯合政府之政黨，或者把一個不能履行職責之執政黨趕下台之方式來影響政府之構成:157。

## 歷史

### 早期民主
自從前6世紀古希臘的雅典民主以來，投票制度一直是民主的必要特色。史料記載中，最早的雅典投票之一是多數決的陶片放逐制—只不過在這種投票中的「當選」是負面性的，市民投票決定要驅逐哪個市民。歷史上大多數早期的民主都以多數決或類似的方式投票，不過也有例外，例如威尼斯在13世紀採取了現稱認可投票制的方法來選舉議會成員。

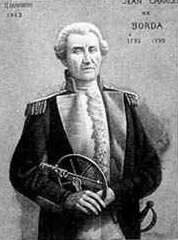
讓-查理斯·波達是早期的投票理論家。

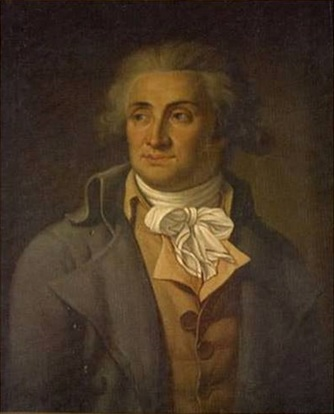
馬奎斯·孔多塞是另一個早期的投票理論家。

### 投票理論的創立
投票理論在法國大革命時期浮現成為學術界的一門研究領域。讓-查理斯·波達（Jean-Charles de Borda）在1770年提出了波達計數法來選舉法國科學院（Académie des sciences）的成員。馬奎斯·孔多塞（Marquis de Condorcet）反對此制度，另外發明了一種成雙比對法，成為了今天的孔多塞制。
以前常將波達和孔多塞視為投票理論的創始人，不過最近的研究則顯示哲學家雷蒙·盧爾（Ramon Llull）早在13世紀便發現波達計數法和孔多塞標準，記載這些發現的手稿一直到2001年才發現。
18世紀後期也開始研究有關劃分選區的議題。美國憲法規定眾議院必須依照各州人口分配議席，但卻沒有指定如何分配，因此開始了公平劃分選區的研究。亞歷山大·漢彌爾頓（Alexander Hamilton）、托马斯·杰斐逊和丹尼爾·韋伯斯特（Daniel Webster）等政治家都提出了各種解決方案。美國一些分配方式後來也用在19世紀的歐洲，用以在新的政黨名單比例代表制裡劃分議席。
單記可讓渡投票制在1855年由丹麥數學家卡爾·安德烈（Carl Andræ）發明，英國的索瑪斯·黑爾（Thomas Hare）也在1857年發明了這種制度。1856年的丹麥選舉和1896年的塔斯馬尼亞都採用了單記可讓渡投票制。政黨名單比例代表制在20世紀初期於歐洲出現，用以選舉立法機構議員，第一個採用的是1900年的比利時。從那時開始，幾乎每個民主國家都採用了比例制或半比例制的方法，除了英國的前殖民地。

### 單一獲勝者制復甦
或許是受到多重獲勝者制投票方法的快速發展所影響，19世紀時理論家也開始發表關於單一獲勝者制的新方法。這開始於1870年左右，William Robert Ware提議將單記可讓渡投票制的方法運用至單一獲勝者制的選舉，產生了排序複選制很快地，數學家開始重新檢視孔多塞的概念，並發明了新的方法以達成孔多塞完結。Edward J. Nanson結合了新的排序複選制與波達計算法，創造出一種新的孔多塞方法。路易斯·卡羅發行了關於投票理論的小冊子，專門針對孔多塞的制度，他提出以矩阵來分析孔多塞選舉的方法，不過這些方法也是早在13世紀就在雷蒙·盧爾的手稿裡出現。他也提出了一種直接的孔多塞方法，稱為卡羅制。
排序投票制也取得了更多支持而得以運用在政府選舉裡。在澳洲，排序複選制在1893年首次採用，並一直維持到今天。在20世紀初期，美國許多市鎮開始採用巴克林投票制（Bucklin voting），但選民對產生的結果不滿，不久後巴克林投票制便棄用，明尼蘇達州亦宣布其違憲。

### 對博弈论的影響
自從约翰·冯·诺伊曼和其他人在1940年代將博弈论帶進數學領域後，有了新的數學工具能用以分析投票制度和投票的策略。這使得投票理論的領域產生重要的改變。肯尼斯·约瑟夫·阿罗提出了阿羅不可能定理，證明在投票制度的評價裡，有些標準其實是互相矛盾的，也證明了投票定理的固有限制。阿羅的定理是早期投票理論最常引用的，也產生了進一步的重要理論，例如吉巴德-萨特斯维特定理，顯示在許多一般情況下，戰略投票是不可避免的現象。
運用博弈论來分析投票制度也使人發現了一些投票制度裡所帶來意外影響。杜偉傑法則（Duverger's law）便是這種例子之一，顯示了多數制經常會產生兩黨制的結果。

### 目前發展
投票理論學界對於投票制度標準的研究就如同研究特定投票制度一樣重要。目前，要指出一個投票制度的優點或缺點都必須有數學定義的標準的支持。最近在投票理論的研究主要都集中於發明新的標準和方法，以符合特定的某些標準。
網際網路出現也增長了對投票理論的興趣，與其他數學領域不同的是，投票理論一般而言較為簡易，非專業的業餘人士也可以發現新的理論結果。也因此，最近許多關於投票理論的發現並非來自於出版的文件，而是來自業餘愛好者非正式的網路討論區和論壇之間。
對於投票制度的研究也促成了許多要求選舉改革的聲浪，要求以其他方式代替現行政府選舉採用的制度。許多美國的市鎮在2000年代開始採用排序複選制。紐西蘭在1993年的國會選舉裡採納了聯立制，並在2004年的一些地方選舉裡採用單記可讓渡投票制。加拿大的不列颠哥伦比亚省也將在2008年的第二次公民投票裡採用單記可讓渡投票制。某些非政府組織現在也採用一些更廣泛的投票制度。

## 選舉制度和政黨制度
選舉制度還可能影響政黨參選策略以及政黨精英之行為模式，從而決定更廣泛意義上之政治氣氛；選舉制度可能加速或拖延政黨之間形成聯盟之過程；還可能鼓勵政黨或群體去擴大自己之群眾基礎、更懂得變通，也可鼓勵政黨只去維繫種族或者親緣關係:8-9。

### 引用
1. 1 2 3 4 5 6 7 8 9 10 11 12 13 14 15 16 17 18 19 20 21 22 23  國際民主和選舉協助研究所（International IDEA） (编). . 商務印書館（香港）. 2013.
2. ↑  http://www.chinaelections.org/NewsInfo.asp?NewsID=173800%5B%5D
3. 1 2 3  J. J. O'Connor and E. F. Robertson. Marie Jean Antoine Nicolas de Caritat Condorcet. The MacTutor History of Mathematics Archive. 2005年10月12日資料.
4. ↑  G. Hägele and F. Pukelsheim (2001). "Llull's writings on electoral systems （页面存档备份，存于）". Studia Lulliana 3: 3-38.
5. ↑  Joseph Malkevitch. Apportionment （页面存档备份，存于）. AMS Feature Columns. 2005年10月13日資料
6. ↑  Proportional Voting Around the World （页面存档备份，存于）. FairVote.org. 2005年11月13日資料.
7. ↑  The History of IRV 的存檔，存档日期2009-10-28.. FairVote.org. 2005年11月9日資料.
8. ↑  Tony Anderson Solgård and Paul Landskroener. Municipal Voting System Reform: Overcoming the Legal Obstacles 的存檔，存档日期2009-02-04.. Bench & Bar of Minnesota. 2005年11月16日資料.

## 外部連結

### 一般
- Election methods list （页面存档备份，存于） 一個討論投票方式的論壇。
- Electowiki （页面存档备份，存于） 一個專門研究投票理論的wiki。
- Evaluating Voting Methods 由Matt Corks
- Open Directory Project （页面存档备份，存于） 投票制度的種類
- OpenSTV （页面存档备份，存于） 以電腦軟體測試各種投票制度，包括IRV, STV, 和 Condorcet。
- Student's Social Choice （页面存档备份，存于） 由Alex Bogomolny以Java applet圖解各種方法。
- Voting, Arbitration, and Fair Division （页面存档备份，存于）（PDF）由Marcus Pivato。
- Voting methods: tutorial and essays 由James Green-Armytage
- Voting Systems （页面存档备份，存于）（PDF）由Paul E. Johnson. 概述投票方法和數學屬性的教科書。

### 提倡
- 與能投票制推廣官網（臺灣）（页面存档备份，存于） 是認可投票制的一種變形，並吸納了「以上皆非」的精神。
- Center for Range Voting *CRV simplified entry page
- Center for Voting and Democracy （页面存档备份，存于） 支持在美國使用IRV。
- condorcet.org （页面存档备份，存于） 支持孔多塞投票。
- May the Best Man Lose 對認可投票制和波達計算法的發現，由Dana Mackenzie。

### 研究文件
- 选举的困境 - 美国北卡大学教授赵心树著,书中探讨了各种现行选举制度的优缺点并提出了几种接近完美的选举制度 （页面存档备份，存于）
- 選舉制度的分析和設計（PDF）位於德國Oberwolfach的數學研究組織研究班。
- Analysis of Democratic Institutions: Structure, Conduct and Performance（PDF）Roger B. Myerson的文章，分析投票制度的經濟性。
- PhD研究班在Choice Theory （页面存档备份，存于）（PDF）由Robert Nau。
- Common Voting Rules as Maximum Likelihood Estimators （页面存档备份，存于）（PDF）由Vincent Conitzer和Tuomas Sandholm。
- A New Monotonic and Clone-Independent Single-Winner Election Method（PDF）由Markus Schulze（mirror1, mirror2 （页面存档备份，存于））。介紹舒爾茨制。
- Hybrid Voting Protocols and Hardness of Manipulation（PDF）由Edith Elkind和Helger Lipmaa。
- On the impact of indifferent voters on the likelihood of some voting paradoxes（PDF）由Vincent Merlin和Fabrice Valognes。
- In Praise of Manipulation（PDF）由Martin van Hees和Keith Dowding. 從倫理觀點分析戰略投票。
- Universal voting protocol tweaks to make manipulation hard （页面存档备份，存于）（PDF）由Vincent Conitzer和Tuomas Sandholm。
- Voting by Adaptive Agents in Multi-candidate Elections（PDF）由Scott Moser。